# 즉위

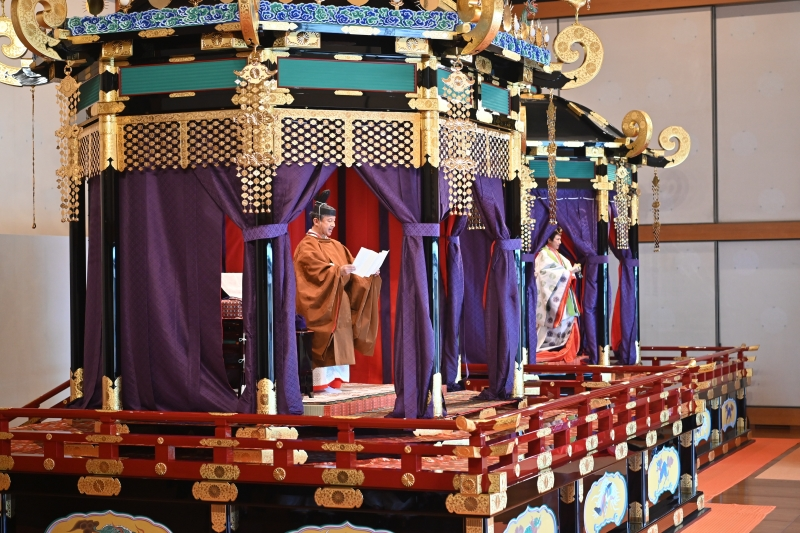
일본 천황 나루히토의 즉위식(2019년).

즉위는 일반적으로 군주나 종교 지도자 등 한 사람이 처음으로 공식적으로 어좌에 앉는 취임식이다. 즉위식은 더 큰 대관식 의식의 일부로도 사용될 수 있다.
일반적으로 즉위는 군주의 즉위를 기념하는 의식을 의미할 수도 있으며, 즉위식에는 왕실이 참석할 수 있지만 즉위하는 사람에게 왕관이나 기타 휘장이 물리적으로 수여되지 않기 때문에 일반적으로 대관식과 구별된다.
즉위는 세속적으로나 영적으로나 권위의 상징으로 여겨지기 때문에 교회와 국가 환경 모두에서 침해가 발생한다.